# 双色猫

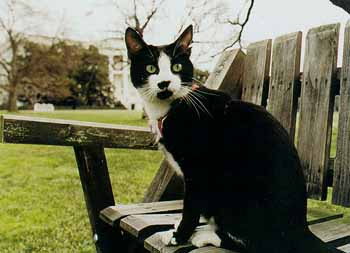
切尔西·克林顿 猫，Socks (cat) (1989-2009)，1993至2001在白宮生活。小短袜是一只斑点很少的双色猫，或者叫燕尾服猫。

双色猫是一种白色毛参杂其他颜色的猫，如纯黑猫、斑猫、点色猫。双色猫有相当多的类型，从土耳其梵貓（只有头部和尾巴有颜色）到纯色猫（喉部异色）。双色猫在各种猫品种中都有，在短毛猫和长毛猫中也很常见。
中低级（1级全黑，10级全白）的双色黑猫白斑仅限于脸部、爪子、喉咙、胸部，在美国也被称为燕尾服猫。高级的双色猫典型的是土耳其梵猫。
它们身上的图案有很多样式，如“帽子与马鞍”，“面具与披风”，“小丑”（也被称为“喜鹊”）等。

## 扩展阅读
- 猫科
- 奶牛猫
- 帕默斯顿 (猫)，英國外交部首席捕鼠大臣，伦敦白厅
- Kat Kong（英语：Kat Kong） - 关于双色猫的儿童书籍
- Penelope Pussycat（英语：Penelope Pussycat） - 双色猫卡通角色